# Sottospazio vettoriale

Tre sottospazi distinti di dimensione 2 in. Due di questi si intersecano in un sottospazio di dimensione 1 (evidenziato in blu).

In matematica, e in particolare in algebra lineare, un sottospazio vettoriale è un sottoinsieme di uno spazio vettoriale, avente proprietà tali da farne a sua volta un altro spazio vettoriale. 
Esempi di sottospazi vettoriali sono le rette ed i piani nello spazio euclideo tridimensionale passanti per l'origine.

## Definizione
Sia {\displaystyle K} un campo, sia {\displaystyle V} uno spazio vettoriale su {\displaystyle K} e sia {\displaystyle W} un sottoinsieme non vuoto di {\displaystyle V}. L'insieme {\displaystyle W} è un sottospazio vettoriale di {\displaystyle V} se è uno spazio vettoriale su {\displaystyle K} con le operazioni di somma e moltiplicazione di {\displaystyle V} ristrette a {\displaystyle W}, questo vuol dire, tra le altre cose, che le immagini di tali operazioni ristrette sono contenute in {\displaystyle W}.
Si dimostra che il sottoinsieme non vuoto {\displaystyle W} è un sottospazio vettoriale se e solo se valgono le seguenti proprietà:
- Se {\displaystyle \mathbf {u} } e {\displaystyle \mathbf {v} } sono elementi di {\displaystyle W}, allora anche la loro somma {\displaystyle \mathbf {u} +\mathbf {v} } è un elemento di {\displaystyle W}.
- Se {\displaystyle \mathbf {u} } è un elemento di {\displaystyle W} e {\displaystyle \lambda } è uno scalare in {\displaystyle K}, allora il prodotto {\displaystyle \lambda \mathbf {u} } è un elemento di {\displaystyle W}.

Queste due condizioni sono equivalenti alla seguente: se {\displaystyle \mathbf {u} } e {\displaystyle \mathbf {v} } sono elementi di {\displaystyle W}, {\displaystyle \lambda } e {\displaystyle \mu } sono elementi di {\displaystyle K}, allora {\displaystyle \lambda \mathbf {u} +\mu \mathbf {v} } è un elemento di {\displaystyle W}.
Dalla definizione segue che per ogni spazio vettoriale {\displaystyle V} gli insiemi {\displaystyle \{\mathbf {0} \}} e {\displaystyle V} sono suoi sottospazi vettoriali, detti sottospazi impropri o banali. Richiedere l'appartenenza del vettore nullo al sottoinsieme nella definizione non è necessario (anche se alcuni autori lo esplicitano nella definizione) in quanto si dimostra che il vettore nullo appartiene a ogni sottospazio vettoriale. Infatti, per ogni {\displaystyle \mathbf {v} \in W} il vettore: 
{\displaystyle 0\mathbf {v} =\mathbf {0} }
appartiene a {\displaystyle W} grazie alla chiusura dell'insieme rispetto al prodotto per scalare. Tuttavia spesso verificare l'appartenenza del vettore nullo al sottoinsieme è un modo semplice per verificare che il sottoinsieme {\displaystyle W} sia non vuoto (che invece è una condizione necessaria per avere un sottospazio).
Inoltre, si prova facilmente che il sottospazio di un sottospazio di uno spazio {\displaystyle V} è sottospazio di {\displaystyle V} stesso.
Queste proprietà garantiscono che le operazioni di somma e di prodotto per scalare di {\displaystyle V} siano ben definite anche quando sono ristrette a {\displaystyle W}. A questo punto, gli otto assiomi di spazio vettoriale, che erano garantiti per {\displaystyle V}, valgono anche per {\displaystyle W}, e quindi anche {\displaystyle W} è uno spazio vettoriale.

## Esempi
Molti esempi di spazi vettoriali si costruiscono come sottospazi di spazi vettoriali standard, quali {\displaystyle K^{n}}, le matrici {\displaystyle m\times n}, o i polinomi a coefficienti in {\displaystyle K}.
- Si consideri lo spazio vettoriale reale {\displaystyle \mathbb {R} ^{2}} dotato di operazioni somma di vettori e prodotto di uno scalare per un vettore. L'insieme costituito dal solo elemento {\displaystyle (0,0)} è un sottinsieme di {\displaystyle \mathbb {R} ^{2}}. Si verifica che l'insieme contenente solo {\displaystyle (0,0)} è un sottospazio di {\displaystyle \mathbb {R} ^{2}} poiché {\displaystyle (0,0)+(0,0)=(0,0)} elemento del sottospazio, e il prodotto di uno scalare {\displaystyle \lambda \in \mathbb {R} } per {\displaystyle (0,0)} dà come risultato sempre {\displaystyle (0,0).} Più in generale il sottoinsieme di uno spazio vettoriale contenente il solo elemento neutro dello spazio vettoriale è un sottospazio vettoriale detto sottospazio banale.
- Una retta o un piano passanti per l'origine sono sottospazi di {\displaystyle \mathbb {R} ^{3}}.
- Le soluzioni di un sistema lineare omogeneo a coefficienti in {\displaystyle K} e in {\displaystyle n} variabili sono un sottospazio vettoriale di {\displaystyle K^{n}}.
- Sia {\displaystyle V} lo spazio delle matrici quadrate {\displaystyle n\times n} reali, con operazioni somma tra matrici e prodotto scalare per matrice. Allora l'insieme delle matrici diagonali è un sottospazio di {\displaystyle V,} siccome è non vuoto, la somma di due matrici diagonali è una matrice diagonale, e il prodotto di uno scalare per una matrice diagonale è una matrice diagonale.
- Analogamente le matrici simmetriche e le matrici antisimmetriche formano due sottospazi dello spazio delle matrici quadrate {\displaystyle n\times n}.
- Il nucleo e l'immagine di una applicazione lineare {\displaystyle f\colon V\to W} sono sottospazi rispettivamente di {\displaystyle V} e di {\displaystyle W}.
- I polinomi di gradi al più {\displaystyle k} sono un sottospazio dello spazio {\displaystyle K[x]} dei polinomi a coefficienti in {\displaystyle K} con variabile {\displaystyle x}.
- Se {\displaystyle X} è un insieme ed {\displaystyle x} un punto di {\displaystyle X}, le funzioni da {\displaystyle X} in {\displaystyle K} che si annullano in {\displaystyle x} (cioè le {\displaystyle f} tali che {\displaystyle f(x)=0}) costituiscono un sottospazio dello spazio di tutte le funzioni da {\displaystyle X} in {\displaystyle K}. Inoltre le funzioni da {\displaystyle X} in {\displaystyle K} che si annullano sia in {\displaystyle x} che in un secondo punto {\displaystyle y\in X} costituiscono un sottospazio del precedente.
- L'insieme delle funzioni continue {\displaystyle C(\mathbb {R} ,\mathbb {R} )} da {\displaystyle \mathbb {R} } in {\displaystyle \mathbb {R} } fornisce un sottospazio delle funzioni da {\displaystyle \mathbb {R} } in {\displaystyle \mathbb {R} }, e l'insieme delle funzioni derivabili ne costituisce un sottospazio.

## Operazioni nei sottospazi
L'intersezione
{\displaystyle U\cap W} di due sottospazi {\displaystyle U} e {\displaystyle W} di {\displaystyle V} è ancora un sottospazio. Ad esempio, l'intersezione di due piani distinti in {\displaystyle \mathbb {R} ^{3}} passanti per l'origine è una retta, sempre passante per l'origine.
L'unione {\displaystyle U\cup W} invece non è in generale un sottospazio, ed è un sottospazio se e solo se {\displaystyle U\subseteq W} oppure {\displaystyle W\subseteq U}. Una composizione di due sottospazi {\displaystyle U} e {\displaystyle W} che fornisce un nuovo sottospazio è la cosiddetta somma {\displaystyle U+W}, definita come l'insieme di tutti i vettori che sono somma {\displaystyle \mathbf {u} +\mathbf {w} } dei vettori {\displaystyle \mathbf {u} \in U} e {\displaystyle \mathbf {w} \in W}. Ad esempio, la somma di due rette distinte (sempre passanti per l'origine) in {\displaystyle \mathbb {R} ^{3}} è il piano che le contiene.
La formula di Grassmann mette in relazione le dimensioni dei quattro spazi {\displaystyle U}, {\displaystyle W}, {\displaystyle U\cap W} e {\displaystyle U+W}.
L'ortogonale {\displaystyle W^{\perp }} di uno sottospazio vettoriale {\displaystyle W} di uno spazio {\displaystyle V} su cui sia definita una forma bilineare {\displaystyle \phi } è l'insieme dei vettori {\displaystyle \mathbf {v} } tali che {\displaystyle \phi (\mathbf {v} ,\mathbf {w} )=0} per ogni {\displaystyle \mathbf {w} \in V}.

## Quoziente di uno spazio vettoriale
Se {\displaystyle W} è un sottospazio vettoriale di {\displaystyle V}, si può costruire il gruppo quoziente {\displaystyle V/W} e munirlo a sua volta di una naturale struttura di spazio vettoriale.
Con precisione, si definisce la relazione di equivalenza {\displaystyle \mathbf {v} \sim \mathbf {w} } se e solo se {\displaystyle \mathbf {v} -\mathbf {w} \in W}. Una singola classe di equivalenza è spesso denotata come {\displaystyle \mathbf {v} +W}. Somma e moltiplicazione per scalari sono definiti mediante:
{\displaystyle (\mathbf {v} +W)+(\mathbf {w} +W)=(\mathbf {v} +\mathbf {w} )+W}
{\displaystyle \lambda (\mathbf {v} +W)=(\lambda \mathbf {v} )+W}